# Trefärgad daknis
Trefärgad daknis (Dacnis berlepschi) är en fågel i familjen tangaror inom ordningen tättingar.

## Utseende och läte
Trefärgad daknis är en 12 cm lång färgglad tätting. Hanen är mestadels azurblå, med silverblå streckning på manteln och silverblå övergump. Vingar och stjärt är blåsvarta. Undersidan är eldröd, mot buken beige. Honan är brun ovan, undertill mer beige med ett eldrött band över bröstet. Adulta fåglar har gula ögon, ungfåglar bruna. Under födosök hörs mycket ljusa och genomträngande "tz", "tze" eller ofta upprepat "tz-tz-tz-tz".

## Utbredning och systematik
Fågeln förekommer i låglandet i sydvästligaste Colombia och nordvästra Ecuador. Den behandlas som monotypisk, det vill säga att den inte delas in i några underarter.

## Status
Arten minskar relativt kraftigt i antal på grund av habitatförlust, så pass att den är upptagen på internationella naturvårdsunionen IUCN:s röda lista över hotade arter, kategoriserad som sårbar (VU).

## Namn
Fågelns vetenskapliga artnamn hedrar den tyske ornitologen Hans von Berlepsch (1850-1915).